# Фаулеров раствор
Фаулеров раствор (Liquor Potassii Arenitis, Kali Arsenicosum, Kali arseniatum) је медицински раствор који у себи садржи 1% калијум арсенита (KAsO2), који се  користио на различите начине у последњих 500 година најчешће у лечењу канцера и псоријазе, али и као тоник.

## Историја
Арсен (чији је назив изведен од  грчке речи аrsenikon   што значи моћан) и његова једињењања која садрже тешки метални елемент арсен,  имају дугу историју добронамерне и злонамерне употребe од стране човека. Наиме арсен који је  почев од 2000. године пре нове ере, као арсеник триоксид, добијен из отопљеног бакра, коришћен је вековима као лек али и као отров.
Хипократ (460. до 377. п. н. е.) користио је аурипигмент  (As2S3)   и реалгар  (As2S2)  као есхаротик за спаљивање малигног ткива коже, и за спрелавање некрозе у усној дупљи.
Аристотел (384 до 322. п. н. е.) и Плиније Старији (23. до 79. година) такође су писали о лековитим својствима арсена.
Гален (130. до 200.) препоручио је пасту од арсена сулфид за лечење чирева.
Парацелзус (1493. до 1541) који је у великој мери користио елементарни арсен, правдајо је то у својим списима чињеницом...све супстанце су отрови... права доза разликује отров и лек... што је прикладна изјава за арсенике.
Томас Фаулер (1736–1801) из Стафорда, Енглеска, први је предложио 1786. године да се као замена за тада патентирани лек, „кап без укуса аге“ користи ароматизовани раствора арсеник триоксида у лечењу повремене (интермитентне) грознице и периодичне главобоље.
Први значајан органоарсенски лек (атоксил или метиксен) синтетизовао је Пјер Антоан Бешан 1859. године хемијском реакцијом арсенске киселине са анилином.
Од 1865. године Фаулерово раствор је постао један од лекова за лечење леукемије.  У деветнаестом веку  овај раствор се испијао, удисао у обликун паре, убризгавао интрамускуларно и интравенозно или се давао у облику клистира. А како је овај раствор изазивао проширење капилара коже - користио се и као замена за модерно млеко и ружин тен. Раствор арсена је коришћен и за лечење акни изазваних јодидима и бромидима.
Од 1905. године, неоргански арсени попут Фаулеровог раствора све мање су се користили јер се пажња окренула примени органским арсеницима, почевши од атоксила. Додатна експериментисања о својствима арсена довела су Пола Ерлиха, оснивача хемотерапије, до открића салварсана 1910. године.
Токомд Другог светског рата, Ернст АХ Фридхајм је у великој мери унапредио лечење трипаносомијазе мелааминофенил арсеником. До 1990-их, неки органоарсеници су коришћени за инфекције цревних паразита, али како су се испољили карциногени ефекти и сви лекови су повучени у САД, Европи и другим земљама.
Године 2003. поново је уведен арсеник триоксид (Трисенокс) за лечење врло специфичних хематолошких малигнитета.

## Опште информације
Фаулеров раствор (1% калијум арсенит, KAsO2) коришћен је као тоник за анемију и реуматизам, лек за лечење псоријазе, екцематозних ерупција, херпетиформног дерматитиса, астме, колере и сифилиса.
Фаулеров раствор је је 1865. године, постао први хемотерапеутски агенс коришћен у лечењу леукемије (први пут описане 1845. године),  јер је производио пролазно побољшање.
Када је утвржено да су једињења арсена изразито токсична и канцерогена—са нежељеним ефектима као што су цироза јетре, идиопатска портална хипертензија, рак мокраћне бешике и рак коже—Фаулеров раствор је престао да се користи.
Форкнер и Скот 1931. године у градској болници у Бостону,  поново су почели да користе овај раствор за лечење хроничне мијелоидне леукемије, тако да су једињења арсен и зрачење остали третман избора за ову болест све док није уведен бусулфан 1953. године.
Почетком 2001. године, америчка Управа за храну и лекове (ФДА) одобрила је лек арсеник триоксид за лечење акутне промијелоцитне леукемије, и тиме се интересовање за примену арсена у лечењу вратило у медицинску праксу.
Данас се арсен и даље користи у лечењу болести спавања (Афричке трипанозомијазе паразитског обољење људи и животиња. Неке Индијке узимају лекове који садрже арсен током првог триместра трудноће, верујући да ће им арсен повећати шансу да роде сина.

## Помињање у литератури
Фаулеров раствор се појављује у неколико романа, као  средство које коришћено за тровања или покушаје тровања; посебно у делима Тереза Дескејру  (Франсоа Моријака) и  Le Château des Bois-Noirs (Robert Margerit).